# 동경 44도
동경 44도(東經44度)는 본초 자오선에서 동쪽으로 44도 떨어진 경선이다. 북극점에서 시작하여 북극해, 유럽, 아시아, 아프리카, 인도양, 남극해, 남극을 거쳐 남극점에 이른다.
동경 44도는 서경 136도와 이어져 지구의 둘레를 이룬다.
북극점에서 남극점까지 동경 44도선은 다음 지역을 지나간다.
| 좌표                                                  | 나라, 지역, 해역 | 주석                                             |
| ----------------------------------------------------- | ---------------- | ------------------------------------------------ |
| 북위 90° 0′ 동경 44° 0′  / 북위 90.000° 동경 44.000°  | 북극해           |                                                  |
| 북위 80° 34′ 동경 44° 0′  / 북위 80.567° 동경 44.000° | 바렌츠해         |                                                  |
| 북위 68° 33′ 동경 44° 0′  / 북위 68.550° 동경 44.000° | 러시아           | 카닌반도                                         |
| 북위 68° 23′ 동경 44° 0′  / 북위 68.383° 동경 44.000° | 백해             |                                                  |
| 북위 67° 34′ 동경 44° 0′  / 북위 67.567° 동경 44.000° | 러시아           | 카닌반도                                         |
| 북위 67° 10′ 동경 44° 0′  / 북위 67.167° 동경 44.000° | 백해             | 메젠만                                           |
| 북위 66° 5′ 동경 44° 0′  / 북위 66.083° 동경 44.000°  | 러시아           | 니즈니노브고로드를 통과함                        |
| 북위 42° 35′ 동경 44° 0′  / 북위 42.583° 동경 44.000° | 남오세티야       | 조지아가 주장하는 불완전하게 독립된 주들 중 하나 |
| 북위 42° 11′ 동경 44° 0′  / 북위 42.183° 동경 44.000° | 조지아           |                                                  |
| 북위 41° 10′ 동경 44° 0′  / 북위 41.167° 동경 44.000° | 아르메니아       |                                                  |
| 북위 40° 1′ 동경 44° 0′  / 북위 40.017° 동경 44.000°  | 튀르키예         |                                                  |
| 북위 37° 18′ 동경 44° 0′  / 북위 37.300° 동경 44.000° | 이라크           |                                                  |
| 북위 29° 44′ 동경 44° 0′  / 북위 29.733° 동경 44.000° | 사우디아라비아   |                                                  |
| 북위 17° 22′ 동경 44° 0′  / 북위 17.367° 동경 44.000° | 예멘             |                                                  |
| 북위 12° 36′ 동경 44° 0′  / 북위 12.600° 동경 44.000° | 인도양           | 아덴만                                           |
| 북위 10° 39′ 동경 44° 0′  / 북위 10.650° 동경 44.000° | 소말리아         | 소말릴란드                                       |
| 북위 9° 0′ 동경 44° 0′  / 북위 9.000° 동경 44.000°    | 에티오피아       |                                                  |
| 북위 4° 57′ 동경 44° 0′  / 북위 4.950° 동경 44.000°   | 소말리아         |                                                  |
| 북위 1° 5′ 동경 44° 0′  / 북위 1.083° 동경 44.000°    | 인도양           | 코모로의 모엘리섬과 앙주앙섬 사이를 지난다.      |
| 남위 17° 21′ 동경 44° 0′  / 남위 17.350° 동경 44.000° | 마다가스카르     |                                                  |
| 남위 17° 44′ 동경 44° 0′  / 남위 17.733° 동경 44.000° | 인도양           |                                                  |
| 남위 20° 45′ 동경 44° 0′  / 남위 20.750° 동경 44.000° | 마다가스카르     |                                                  |
| 남위 24° 51′ 동경 44° 0′  / 남위 24.850° 동경 44.000° | 인도양           |                                                  |
| 남위 60° 0′ 동경 44° 0′  / 남위 60.000° 동경 44.000°  | 남극해           |                                                  |
| 남위 68° 2′ 동경 44° 0′  / 남위 68.033° 동경 44.000°  | 남극             | 퀸모드랜드, 노르웨이가 영유권을 주장한다.        |

## 같이 보기
- 동경 43도
- 동경 45도